# Puyi
Puyi (chino tradicional: 溥儀, chino simplificado: 溥仪, pinyin: Pǔyí; Pekín; 7 de febrero de 1906 - Ibídem; 17 de octubre de 1967) fue el último emperador de China. De la dinastía chino-manchú de los Qing, reinó en China con el título de Emperador Xuantong (chino tradicional: 宣統, chino simplificado: 宣统, pinyin: Xuāntǒng) desde 1908 hasta la abolición del gobierno imperial en 1912. Fue usado como títere por el imperio japonés como Emperador Kangde (康德皇帝) de Manchukuo, entre 1934 y 1945. En la República Popular China se convirtió en maoísta después de ser reeducado y trabajó como jardinero y después como trabajador en la Conferencia Consultiva Política del Pueblo Chino.

## Nombre
El nombre con el que se le ha conocido tradicionalmente en Occidente, Puyi, era en realidad su nombre de pila. Es incorrecta, aunque muy frecuente, la transcripción "Pu Yi". Al no tratarse de una combinación de apellido y nombre sino de un solo nombre, las reglas del hànyǔ pīnyīn exigen que las dos sílabas se escriban juntas. Por otra parte, era una costumbre manchú que los miembros de una familia (o clan) pertenecientes a la misma generación compartieran una parte del nombre, en este caso la sílaba Pu (por ejemplo: su hermano se llamaba Pujie y su primo Puchia, etcétera).
Llamar por su nombre de pila a un emperador era algo totalmente inaceptable en la China imperial, y este tabú se mantenía incluso después de su muerte, tras la cual al emperador se le confería un “nombre de templo” (庙号, 廟號, miào hào), que era con el que se le conocería en la posteridad. Mientras el soberano chino vivía, lo más correcto era referirse a él como “Su Majestad el Emperador” (皇上, Huáng shàng), y también se le conocía con títulos como: “El Señor de los Diez Mil Años” (萬歲爺, 万岁爷, Wan-sui-Yeh) o “El Hijo del Cielo” (天子, Tiānzi).
Tras ser desalojado de la Ciudad Prohibida, al último emperador se le empezó a llamar "Señor Puyi" (溥儀先生, Pǔyí Xiānsheng). Además, el tabú sobre su nombre de pila se fue disipando durante el periodo en el que Puyi ocupó el cargo de “Jefe Ejecutivo” de Manchukuo (1932-1934), en virtud del carácter meramente civil que en aquel momento tenía su puesto. Para ese entonces ya no se consideraba como una falta de respeto que se le llamara por su nombre, mientras que él mismo lo utilizaba en documentos oficiales y de otro tipo. No obstante, quienes permanecieron leales a la dinastía manchú siempre se dirigieron a él como “Su Majestad el Emperador”, lo que en opinión de Reginald Fleming Johnston es técnicamente correcto, considerando que: “Los Artículos de Tratamiento Favorable (que estipulaban que Puyi podía retener su título imperial) no habían sido derogados por ningún proceso legal o constitucional”.
Su apellido tradicional manchú o, para ser exactos, su nombre de clan, era Aisin-Gioro en manchú y Àixīn-Juéluò (愛新覺羅) en chino. Sin embargo, los manchúes no escribían nunca el nombre de clan junto al nombre de pila, por lo que no es estrictamente correcto llamarle "Aixin-Jueluo Puyi", como si se tratara de un nombre chino.
También se le llamaba de forma más respetuosa "Emperador Xuantong", siendo Xuantong el llamado "Título de Reinado" (年号, 年號, nián hào), utilizado para designar las fechas durante su reinado y que empezaba al año siguiente de la muerte de su predecesor (por ejemplo: 1909 fue el año 1 de Xuantong, mientras que La Revolución de Xinhai comenzó en el año 3 de Xuantong, etcétera).
Puyi le solicitó a su tutor, el diplomático y académico escocés Reginald Fleming Johnston, nombres occidentales para él y sus acompañantes. De entre los nombres que Johnston le sugirió al emperador este eligió «Henry» (en alusión al rey de Inglaterra). Puyi empleó su nombre inglés en sus relaciones con occidentales, aunque esto lo hizo en raras ocasiones y nunca de manera oficial. Resulta un error muy común el que al último emperador se le llame «Henry Pu Yi». Lo cierto es que el nombre «Henry» jamás fue utilizado en combinación con su nombre chino. La práctica de prefijar los nombres chinos con nombres occidentales estaba ampliamente difundida, pero considerada incorrecta en los círculos más educados.

## Biografía

### Ascensión al trono y reinado (1908-1912)
En 1898, el emperador Guangxu fue apartado del poder en un complot orquestado por su tía, la anciana emperatriz viuda Cixi, apoyada por los grupos conservadores de la corte Qing (de entre quienes destacan el comandante en jefe del Ejército del Norte, Ronglu, y su subordinado, Yuan Shikai). El emperador pasaría el resto de sus días como un prisionero de su tía. Por su parte, Cixi designó un nuevo heredero al trono, en la persona de un muchacho llamado P’u-Tsun, hijo del príncipe Tuan. El príncipe Tuan era uno de los favoritos de la emperatriz viuda, al compartir con ella su completo odio y desconfianza hacia los extranjeros y reformadores.
Durante la rebelión de los bóxers, el príncipe Tuan asumió una postura de total apoyo a estos, mientras oficiales más moderados de la corte, como Ronglu, advirtieron a la emperatriz sobre lo peligroso de relacionarse con los violentos rebeldes. Cuando el movimiento bóxer finalmente colapsó, Cixi degradó al príncipe Tuan y lo mandó al exilio, al tiempo que cancelaba el nombramiento de su hijo. A fin de garantizar la sucesión, la gobernante arregló el matrimonio de la hija de Ronglu con el príncipe Chun (medio hermano de Guangxu), prometiendo que si la pareja tenía un hijo varón, este sería designado heredero al trono. El hijo del príncipe Chun nació el 7 de febrero de 1906 y fue llamado Puyi. El 13 de noviembre de 1908, mientras el emperador Guangxu agonizaba, Cixi ordenó que el príncipe Chun y su hijo fueran convocados a la Ciudad Prohibida (lugar en el que Puyi permanecería hasta 1924). En nombre del emperador, se emitió un edicto en el que se proclamaba a Puyi como sucesor de Guangxu y al príncipe Chun como Príncipe Regente. Guangxu murió el 14 de noviembre y la emperatriz Cixi, un día después. Al respecto, Puyi escribió en su autobiografía: 

Dos días después de que entré al palacio, Cixi murió y el 2 de diciembre tuvo lugar la «Gran Ceremonia de Entronización», una ceremonia que yo arruiné con mis llantos.

Puyi recibió el título de «Emperador Xuantong», pero con menos de tres años de edad, la conducción de los asuntos del gobierno quedó en manos de su padre y la emperatriz viuda Longyu (viuda de Guangxu). De hecho, en concordancia a las tradiciones de la corte, era la emperatriz viuda quien tenía la última palabra en las decisiones del régimen.
El reinado nominal del emperador Xuantong solo había durado tres años cuando se inició la Revolución china de 1911. Yuan Shikai, el nuevo comandante del Ejército del Norte, recibió la misión de sofocar la revuelta, pero al mismo tiempo comenzó negociaciones con los rebeldes encabezados por Sun Yat-sen. El resultado final fue un compromiso que pasaría a conocerse como Artículos de Tratamiento Favorable para el Emperador del gran Qing después de su Abdicación (清帝退位優待條件). El documento, que formalizaba el fin del gobierno imperial y el establecimiento de la república, fue firmado por la emperatriz Longyu el 12 de febrero de 1912, en virtud de un acuerdo negociado por el primer ministro Yuan Shikai entre la corte imperial y los republicanos en el sur de China. Puyi recordó en su autobiografía la reunión entre Longyu y Yuan:

La Emperatriz Viuda estaba sentada en un kang [plataforma] en una habitación lateral del Palacio de la Naturaleza de la Mente, secándose los ojos con un pañuelo mientras un anciano gordo [Yuan] se arrodillaba ante ella sobre un cojín rojo, con lágrimas rodando por su rostro. Yo estaba sentado a la derecha de la viuda y me preguntaba por qué lloraban ambos adultos. No había nadie en la habitación además de nosotros tres y todo estaba muy silencioso; el gordo resoplaba mientras hablaba y yo no podía entender lo que decía [...] Esta fue la ocasión en que Yuan planteó directamente la cuestión de la abdicación.
Puyi Memorias, citado por Behr, Edward (1987). The Last Emperor. Toronto: Futura, p. 69.

### Aislamiento en la Ciudad Prohibida y breve Restauración (1912-1917)
Los Artículos de Tratamiento Favorable permitieron a Puyi conservar muchos de los privilegios que sus ancestros habían disfrutado. El emperador Xuantong retuvo su título y se le permitió continuar viviendo (temporalmente) en la mitad norte de la Ciudad Prohibida (los departamentos privados) y en el Palacio de Verano. Además, la República de China se comprometió a rendirle todos los honores correspondientes a un monarca extranjero y pagarle una subvención anual de cuatro millones de taels, aunque nunca fue pagada y se abolió más tarde. En su autobiografía Puyi escribió: 

… en el tiempo cuando China era llamada una república y la humanidad había avanzado al siglo XX, yo seguía viviendo como un emperador, respirando el polvo del siglo XIX.
Aisin-Gioro, Pu Yi (2007). From Emperor to Citizen (en inglés) p. 38

El propio Puyi no fue informado en febrero de 1912 de que su reinado había terminado y que China era ahora una república y continuó creyendo que todavía era emperador durante algún tiempo. Al año siguiente, 1913, cuando murió la emperatriz viuda Longyu y el presidente Yuan Shikai llegó a la Ciudad Prohibida para presentar sus respetos, los tutores de Puyi le explicaron que se estaban produciendo cambios importantes.
Separado de su familia, Puyi vivió su infancia en un régimen de virtual reclusión en la Ciudad Prohibida, rodeado de guardias, eunucos y otros sirvientes que lo trataban como una divinidad. La educación del emperador fue una mezcla de mimos y maltratos, ya que el pequeño tenía que seguir todas las reglas del rígido protocolo imperial chino y era incapaz de comportarse como un niño normal. Si bien Puyi sí podía ver a su familia, esto ocurría en raras ocasiones y siempre bajo las asfixiantes normas de la etiqueta imperial. La consecuencia fue que la relación del emperador con sus padres resultara distante y este se encontrara más apegado a su nodriza, la señorita Wang (quien lo había acompañado a la Ciudad Prohibida). Posteriormente, Puyi comenzó a recibir las visitas de sus hermanos y primos, quienes proporcionaron un cierto aire de normalidad a su singular infancia.
Al establecimiento de la República sucedió un periodo de inestabilidad política y social en China. Puyi pronto se enteró de que las verdaderas razones detrás de los Artículos de Tratamiento Favorable era el plan del presidente Yuan Shikai para restaurar la monarquía consigo mismo como emperador de una nueva dinastía; en este esquema Puyi era una especie de rehén en la Ciudad Prohibida hasta que Yuan diese su golpe de Estado. El mismo tuvo lugar el 13 de diciembre de 1915, cuando Yuan Shikai se proclamó emperador con el nombre de reinado de Hongxian ("Abundancia constitucional"), con la oposición de la sociedad china y tras la rebelión sucesiva de muchas provincias y la amenaza de que las demás se declarasen también independientes del Gobierno imperial, Yuan se vio obligado a abandonar el trono el 22 de marzo de 1916, pero permaneció como presidente hasta su muerte pocos meses después. Fue sucedido por Li Yuanhong.
En primavera de 1917 el presidente Li Yuanhong y su primer ministro, el general Duan Qirui se enfrentaron acerca de la conveniencia de unirse a las potencias aliadas en la Primera Guerra Mundial y declarar la guerra a Alemania; estas disputas llevaron a disturbios en la capital y el primer ministro fue destituido. Los gobernadores militares abandonaron Pekín como protesta y se rebelaron contra el presidente. En respuesta, el 7 de junio de 1917, Li solicitó la intervención del general pro monarquista Zhang Xun quien exigió la disolución del parlamento, lo que Li consideró inconstitucional. Aprovechando la situación, Zhang Xun ejecutó un golpe de Estado los primeros días de julio en 1917, restableciendo a Puyi como emperador Xuantong y asumiendo él mismo el cargo de "Regente del Imperio". La República, por su parte, encontró el apoyo del ex primer ministro, el general Duan Qirui. En medio de las escaramuzas, un avión republicano realizó lo que se considera el "primer bombardeo aéreo en la historia de China", causando algunos daños en la Ciudad Prohibida. Derrotado, Zhang Xun fue acogido en una representación diplomática neerlandesa, mientras que Puyi, su familia y el resto de la corte, resultaron absueltos de toda responsabilidad en la malograda restauración, por lo que continuaron disfrutando de los Artículos de Tratamiento Favorable.
La desorganizada intentona de Zhang Xun duró menos de dos semanas y sólo sirvió para evidenciar una nueva realidad en China, donde los ejércitos se habían convertido en una propiedad personal de sus comandantes, que pronto empezarían a ser conocidos como los Señores de la Guerra.

### Matrimonios y mayoría de edad (1919-1923)
En 1919, Reginald Johnston entró al servicio de la corte Qing. Tras su primera entrevista con el emperador, el académico británico registró sus impresiones en un informe dirigido a las autoridades británicas; en este documento Johnston menciona: 

Parece estar físicamente robusto y bien desarrollado para su edad. Es un chico muy “humano”, con vivacidad, inteligencia y un entusiasta sentido del humor. Más aún, tiene excelentes modales y está totalmente libre de arrogancia […] Aunque el emperador no parece haber sido malcriado aún, por las tonterías y futilidades que lo rodean, me temo que no hay esperanza de que resulte ileso de los peligros morales a través de los próximos años de su vida (años muy críticos necesariamente para un muchacho en su temprana adolescencia), a menos de que pueda ser alejado de la influencia de las hordas de eunucos y otros funcionarios inútiles que actualmente son casi sus únicos acompañantes. Estoy inclinado a pensar que el mejor curso de acción a seguir en el interés del propio muchacho sería sacarlo de la perjudicial atmósfera de la "Ciudad Prohibida" y enviarlo al Palacio de Verano. Ahí sería posible para él vivir una vida mucho menos artificial y más feliz de la que puede bajo las presentes condiciones…

A finales de 1920 Puyi comenzó a manejar su vida con mayor autonomía. El emperador logró romper con muchas de las convenciones y formalidades que regulaban su existencia. Simbólico de esto fue el hecho de que por primera vez pudiera salir de la Ciudad Prohibida (aun cuando fuera a consecuencia del fallecimiento de su madre el 30 de septiembre de 1921). Posteriormente, el emperador habría de repetir sus paseos al exterior, a pesar de la fuerte oposición de los conservadores miembros de su corte. Ese mismo año, Puyi conmocionó a su entorno, al empezar a utilizar anteojos y un año después cuando cortó su tradicional trenza manchú.

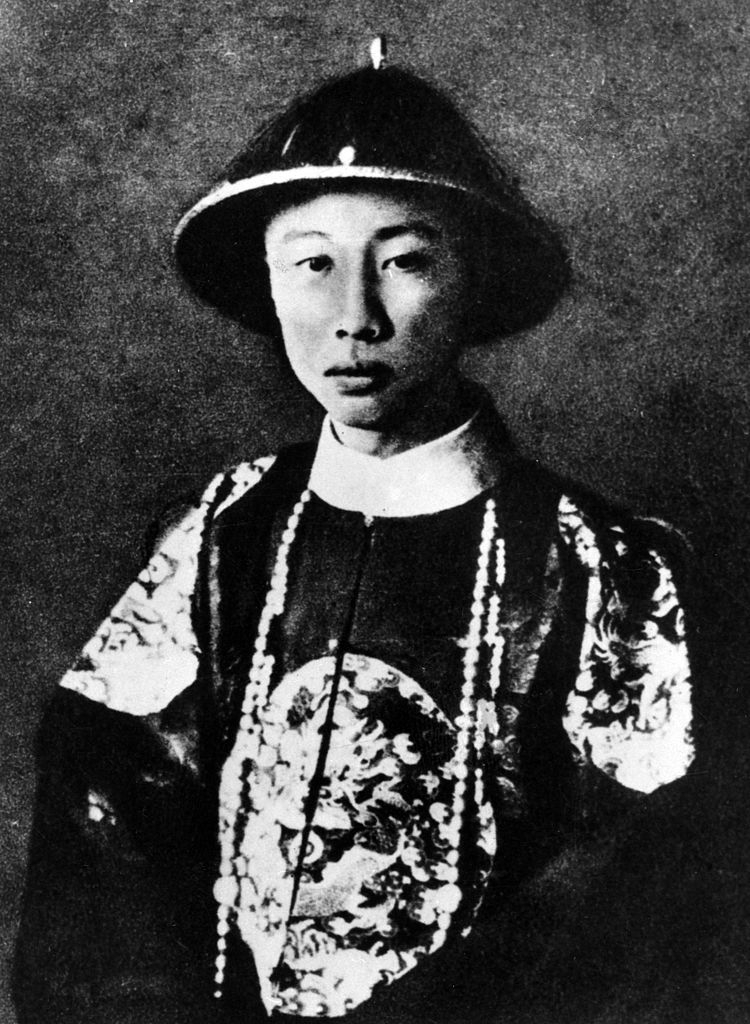
El emperador Xuantong el día de su primera boda.

Desde el 11 de marzo hasta después del 1 de diciembre de 1922, tuvieron lugar los rituales y ceremonias correspondientes a las "Grandes Nupcias" del emperador. Puyi eligió a una joven llamada Wen Xiu de entre las candidatas a emperatriz. Dicha elección, no obstante, provocó la protesta de Duan-Kang (otra viuda de Guangxu y miembro influyente en la corte), y ante esto, Puyi se vio presionado para elegir a otra joven, de nombre Wan Rong, tomando a Wen Xiu como "Consorte Secundaria". El emperador nuevamente sacudía las tradiciones al negarse a tener más esposas. Sin embargo, ambos matrimonios resultarían infelices. Wen Xiu solicitó el divorcio en 1931 y seis años después fue reemplazada por una chica de la corte llamada Tan Yuling. Wan Rong por su parte se refugió en el consumo de opio. Se puede afirmar que Puyi nunca manifestó ningún tipo de interés en sus primeras esposas, y tampoco está documentado que el emperador haya engendrado hijos; él mismo admite: 

Yo me casé con un total de cuatro esposas o usando los términos empleados entonces: una emperatriz, una consorte secundaria y dos consortes menores. Pero de hecho, no eran esposas verdaderas y sólo estaban ahí de adorno.

La ceremonia de "Grandes Nupcias" también implicaba que Puyi había llegado a su mayoría de edad. Según la tradición, este era el momento en el que se convertía en el verdadero gobernante de China.
En 1923, Zheng Xiaoxu fue nombrado tutor de Puyi, convirtiéndose a partir de entonces en un estrecho colaborador del destronado emperador. Si bien el emperador no podía aspirar a presidir su país, por lo menos utilizó su nueva autoridad para intentar reformar a la corte, concentrando sus esfuerzos en la corrupción que aquejaba a la Ciudad Prohibida. La situación alcanzó un punto crítico cuando el emperador se disponía a realizar el inventario de una de las bodegas imperiales, la madrugada del 27 de junio de 1923, y un misterioso incendio se desató en esa bodega. La culpa recayó en los eunucos, quienes se creía habían causado el fuego para ocultar sus robos. Poco después hubo otro incendio y en esa ocasión Puyi lo interpretó como un atentado contra su vida, por lo que finalmente tomó la decisión de expulsar a los eunucos. Al mes siguiente, y con apoyo de militares republicanos, se desalojó a la mayoría de los eunucos de la Ciudad Prohibida.

### De la Ciudad Prohibida a Tianjin
Puyi consiguió mantenerse como residente de la Ciudad Prohibida después de la fallida revuelta de Zhang Xun, conservando a su lado a su séquito personal y a sus servidores eunucos, y continuando su educación bajo la tutela de Reginald Johnston. La vida diaria de Puyi continuó sin alteraciones hasta 1924, cuando el señor de la guerra Feng Yuxiang tomó el control de Pekín y ordenó que el exemperador abandonase la Ciudad Prohibida con todo su séquito, dejando atrás a sus servidores y gran parte de sus riquezas.
Tras ser expulsado de la Ciudad Prohibida, Puyi poseía aún suficiente dinero como para mantener a su séquito, aunque de manera bastante restringida en comparación a su infancia en Pekín. Al no gozar de apoyo político dentro de China, Puyi se mudó a Tianjin, estableciendo su residencia en la concesión territorial que Japón mantenía en dicha ciudad. En esa época empezó a frecuentar a diplomáticos y políticos japoneses que alimentaron progresivamente las ansias de Puyi de volver a ser monarca. Tras el Incidente de Mukden en 1931, Japón empezó una serie de enfrentamientos armados con China que desembocaron en la conquista japonesa de Manchuria. En tal situación, la existencia de un descontento exemperador manchú como Puyi representó una herramienta útil para los militares del Ejército de Kwantung. Puyi desapareció de Tianjin a finales de 1931, hecho que preocupó al Gobierno nipón, que sospechó que tras el suceso se ocultaban los militares. En efecto, el coronel Kenji Doihara se encargó de trasladarlo a Mukden con el beneplácito de sus superiores del Ejército de Kwantung, donde apareció el 13 de noviembre.

### Emperador de Manchukuo

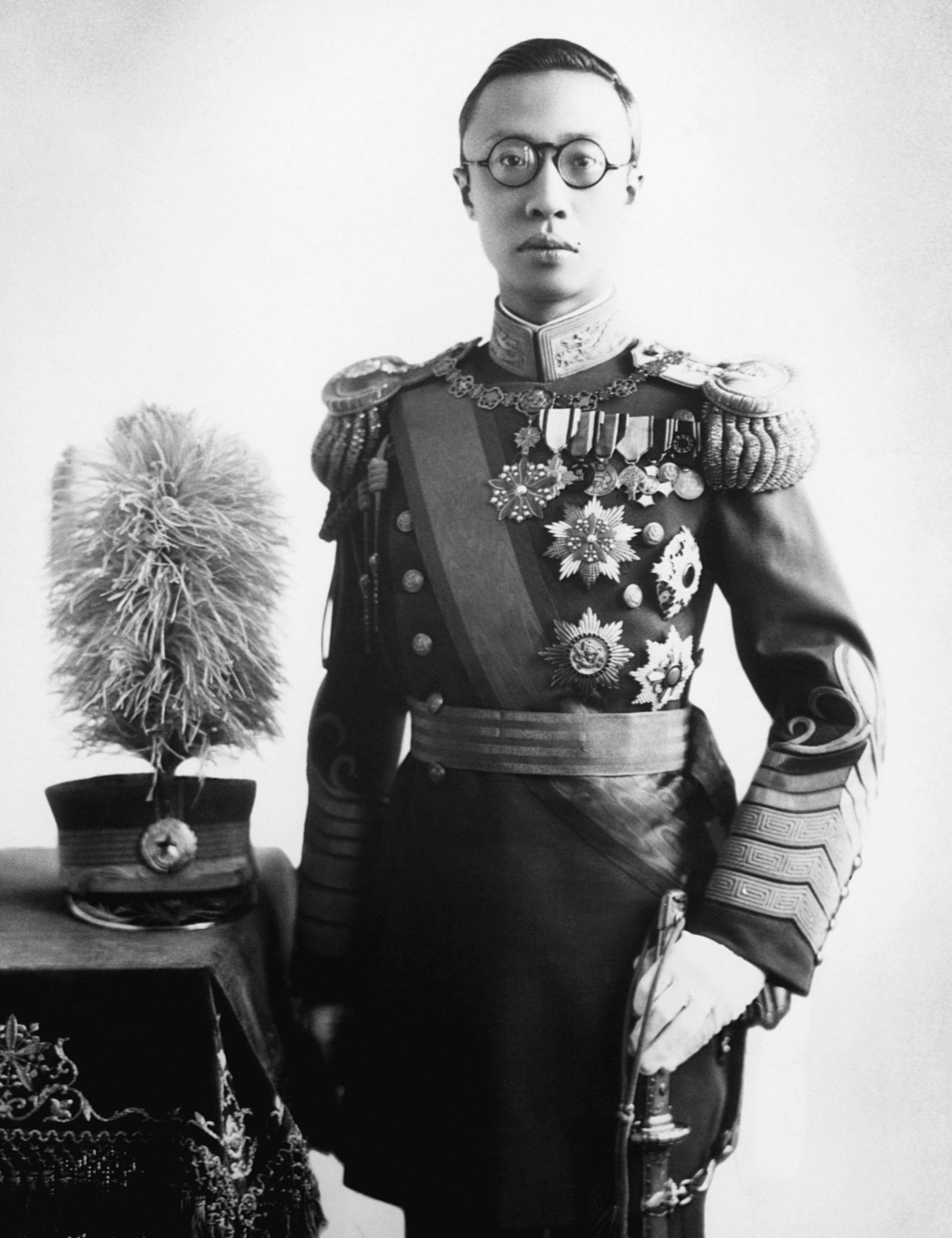
Puyi, con el uniforme de emperador de Manchukuo.

En 1932, los japoneses designaron a Puyi regente de Manchuria y luego, en marzo de 1934, Puyi fue oficialmente entronizado como emperador del Manchukuo con el nombre de Kangde. No obstante gozar de reconocimiento oficial nipón, los poderes de Puyi como monarca fueron muy pequeños debido a que en realidad Japón gobernaba prácticamente el país, para distraer a la Sociedad de Naciones sobre el conflicto chino-japonés en Manchuria. 
Durante sus años de reinado, las tareas de Puyi consistieron casi exclusivamente en cumplir con el ceremonial palaciego, viajar dentro de su Imperio bajo vigilancia japonesa, y aprobar leyes y decretos elaborados por sus asesores japoneses que desempeñaban el poder real en Manchukuo.

### Vida en la República Popular China
El reinado de Puyi concluyó en agosto de 1945, cuando los ejércitos de la Unión de Repúblicas Socialistas Soviéticas liberaron Manchuria y lo depusieron como gobernante, junto a su gobierno títere. Luego fue puesto a disposición de las autoridades tanto soviéticas como chino-comunistas, que finalmente lo colocaron en la prisión de Fushun de 1949 a 1959, tiempo durante el cual fue condenado como traidor a su país y reeducado. También testificó en Tokio en contra de los dirigentes japoneses de la guerra.

### Últimos años y muerte
No se conocen muchos detalles exactos sobre la vida de Puyi en sus últimos años, debido a cierto secretismo del nuevo régimen que dominaba al país en ese entonces. No obstante, se sabe que tras ser liberado en 1959, Puyi trabajó en el Jardín Botánico de Pekín de 1959 a 1963, y luego como archivero de la Biblioteca Nacional de la misma ciudad hasta su muerte. Se convirtió al maoísmo hasta su fallecimiento en 1967, en medio del vendaval desatado por la Revolución Cultural impulsada por Mao; aunque se rumoreó que había sido asesinado por los revolucionarios, es posible que muriera de cáncer, pues el informe oficial indica que sufría de cáncer renal, uremia e insuficiencia cardíaca.
La fecha certificada de la muerte de Puyi es el 17 de octubre de 1967 a sus 61 años, y ocurrió en algún lugar de Pekín en medio del olvido de sus conciudadanos. De acuerdo con las leyes de la República Popular China en ese momento, el cuerpo de Puyi fue incinerado. Sus cenizas se colocaron por primera vez en el Cementerio Revolucionario de Babaoshan, junto con las de otros dignatarios del partido y del Estado. En 1995, su viuda Li Shuxian trasladó sus cenizas a un nuevo cementerio civil llamado Cementerio Imperial de Hualong.

## En la cultura popular
La historia de su vida fue relatada por Bernardo Bertolucci en la película El último emperador, de 1987, interpretado por John Lone, y por la telenovela china del mismo nombre.

## Herederos
- Jin Youzhi, heredero al trono del dragón 17 de octubre de 1967 - 10 de abril de 2015,
- Jin Yuzhang, en la actualidad es el heredero del trono del dragón es 10 de abril de 2015 - actualidad,
- Jin Xin, futura heredera al trono del dragón, nacida en 1976.